# Caloplaca parvula
Caloplaca parvula är en lavart som beskrevs av Wetmore. Caloplaca parvula ingår i släktet orangelavar och familjen Teloschistaceae.   Inga underarter finns listade i Catalogue of Life.